# Bessines-sur-Gartempe
Pour les articles homonymes, voir Bessines et Gartempe.
Bessines-sur-Gartempe est une commune française située dans le département de la Haute-Vienne en région Nouvelle-Aquitaine.
Ses habitants sont appelés les Bessinauds.
La commune de Bessines-sur-Gartempe est labellisée « Village étape » depuis 1995. Il s'agit de l'une des deux premières communes à avoir bénéficié du label.

## Géographie

### Localisation
Bessines-sur-Gartempe se situe à 35 km au nord de Limoges dans la vallée de la Gartempe dont les rives forment par endroits de belles gorges. Elle est l'une des communes les plus étendues de la Haute-Vienne.
La commune est proche de l'A20 entre Limoges et Châteauroux.

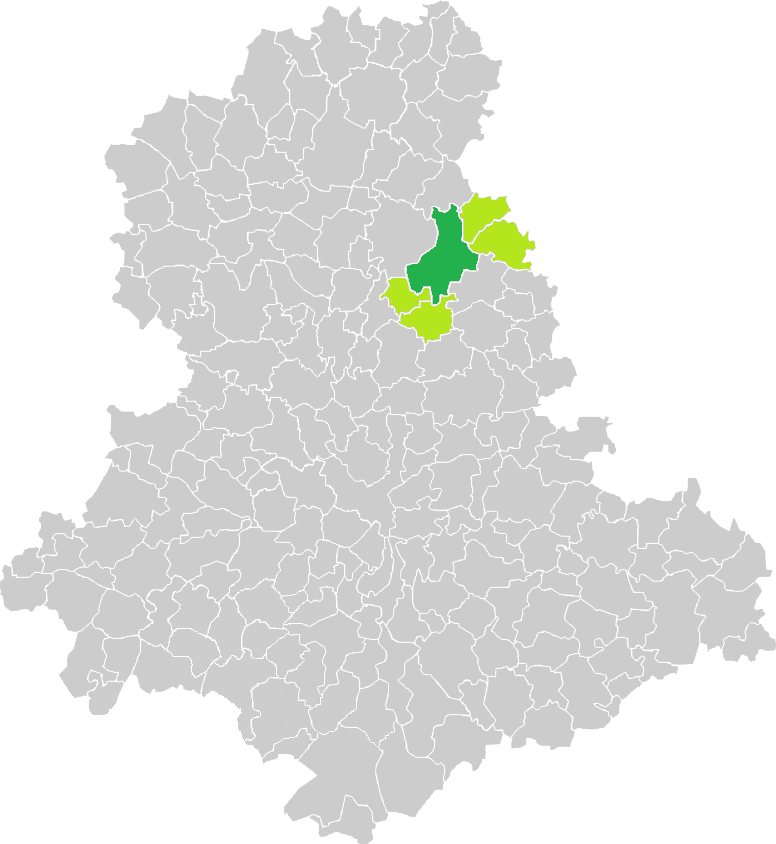
Situation de la commune de Bessines-sur-Gartempe en Haute-Vienne.

|                      | Saint-Amand-Magnazeix | Fromental           |
| Châteauponsac        | Bessines-sur-Gartempe | Folles              |
| Saint-Pardoux-le-Lac | Razès                 | Bersac-sur-Rivalier |

### Hydrographie
Morterolles-sur-Semme, un des villages de la commune, est arrosée par la Semme.

### Climat
Le climat qui caractérise la commune est qualifié, en 2010, de « climat océanique altéré », selon la typologie des climats de la France qui compte alors huit grands types de climats en métropole. En 2020, la commune ressort du même type de climat dans la classification établie par Météo-France, qui ne compte désormais, en première approche, que cinq grands types de climats en métropole. Il s’agit d’une zone de transition entre le climat océanique, le climat de montagne et le climat semi-continental. Les écarts de température entre hiver et été augmentent avec l'éloignement de la mer. La pluviométrie est plus faible qu'en bord de mer, sauf aux abords des reliefs.
Les paramètres climatiques qui ont permis d’établir la typologie de 2010 comportent six variables pour les températures et huit pour les précipitations, dont les valeurs correspondent à la normale 1971-2000. Les sept principales variables caractérisant la commune sont présentées dans l'encadré ci-après.
| Paramètres climatiques communaux sur la période 1971-2000 - Moyenne annuelle de température : 11,3 °C - Nombre de jours avec une température inférieure à −5 °C : 3,7 j - Nombre de jours avec une température supérieure à 30 °C : 5,1 j - Amplitude thermique annuelle : 14,9 °C - Cumuls annuels de précipitation : 1 011 mm - Nombre de jours de précipitation en janvier : 13,3 j - Nombre de jours de précipitation en juillet : 7,9 j |

Avec le changement climatique, ces variables ont évolué. Une étude réalisée en 2014 par la Direction générale de l'Énergie et du Climat complétée par des études régionales prévoit en effet que la  température moyenne devrait croître et la pluviométrie moyenne baisser, avec toutefois de fortes variations régionales. La station météorologique de Météo-France installée sur la commune et en service de 1995 à 2012 permet de connaître l'évolution des indicateurs météorologiques. Le tableau détaillé pour la période 1981-2010 est présenté ci-après.
| Mois                                  | jan.           | fév.           | mars          | avril         | mai           | juin          | jui.          | août          | sep.          | oct.          | nov.           | déc.           | année      |
| ------------------------------------- | -------------- | -------------- | ------------- | ------------- | ------------- | ------------- | ------------- | ------------- | ------------- | ------------- | -------------- | -------------- | ---------- |
| Température minimale moyenne (°C)     | 1,1            | 1              | 2,6           | 4,7           | 8,4           | 11,4          | 12,8          | 12,7          | 9,2           | 8             | 3,4            | 1,2            | 6,4        |
| Température moyenne (°C)              | 4,8            | 5,2            | 7,9           | 10,3          | 14,2          | 17,7          | 19,2          | 19,3          | 15,5          | 12,9          | 7,3            | 4,7            | 11,6       |
| Température maximale moyenne (°C)     | 8,4            | 9,4            | 13,2          | 15,9          | 20            | 23,9          | 25,7          | 25,9          | 21,8          | 17,8          | 11,2           | 8,2            | 16,8       |
| Record de froid (°C) date du record   | −12,8 08.01.09 | −18,9 07.02.12 | −14 01.03.05  | −5,9 04.04.96 | −1,5 14.05.10 | 1,7 03.06.06  | 4,7 22.07.08  | 3,3 29.08.98  | −1,7 25.09.02 | −6,3 16.10.09 | −10,4 24.11.98 | −12,9 31.12.96 | −18,9 2012 |
| Record de chaleur (°C) date du record | 18,8 05.01.99  | 23 15.02.98    | 25,7 19.03.05 | 30,9 30.04.05 | 32 27.05.05   | 38,2 22.06.03 | 37,8 26.07.06 | 40,4 10.08.03 | 34,1 03.09.05 | 29,4 12.10.01 | 23,1 02.11.11  | 18,3 07.12.00  | 40,4 2003  |
| Précipitations (mm)                   | 82,9           | 72,1           | 81,3          | 92,7          | 90,6          | 63,6          | 68,1          | 76,8          | 77,8          | 88,9          | 110,6          | 95,3           | 1 000,7    |

## Urbanisme

### Typologie
Au 1er janvier 2024, Bessines-sur-Gartempe est catégorisée bourg rural, selon la nouvelle grille communale de densité à sept niveaux définie par l'Insee en 2022.
Elle est située hors unité urbaine. Par ailleurs la commune fait partie de l'aire d'attraction de Limoges, dont elle est une commune de la couronne,. Cette aire, qui regroupe 127 communes, est catégorisée dans les aires de 200 000 à moins de 700 000 habitants,.

### Occupation des sols
L'occupation des sols de la commune, telle qu'elle ressort de la base de données européenne d’occupation biophysique des sols Corine Land Cover (CLC), est marquée par l'importance des territoires agricoles (56,5 % en 2018), une proportion sensiblement équivalente à celle de 1990 (56,6 %). La répartition détaillée en 2018 est la suivante : 
forêts (33,5 %), prairies (31,5 %), zones agricoles hétérogènes (23,2 %), zones urbanisées (3,7 %), milieux à végétation arbustive et/ou herbacée (3,4 %), zones industrielles ou commerciales et réseaux de communication (2,4 %), terres arables (1,9 %), eaux continentales (0,5 %). L'évolution de l’occupation des sols de la commune et de ses infrastructures peut être observée sur les différentes représentations cartographiques du territoire : la carte de Cassini (XVIIIe siècle), la carte d'état-major (1820-1866) et les cartes ou photos aériennes de l'IGN pour la période actuelle (1950 à aujourd'hui).

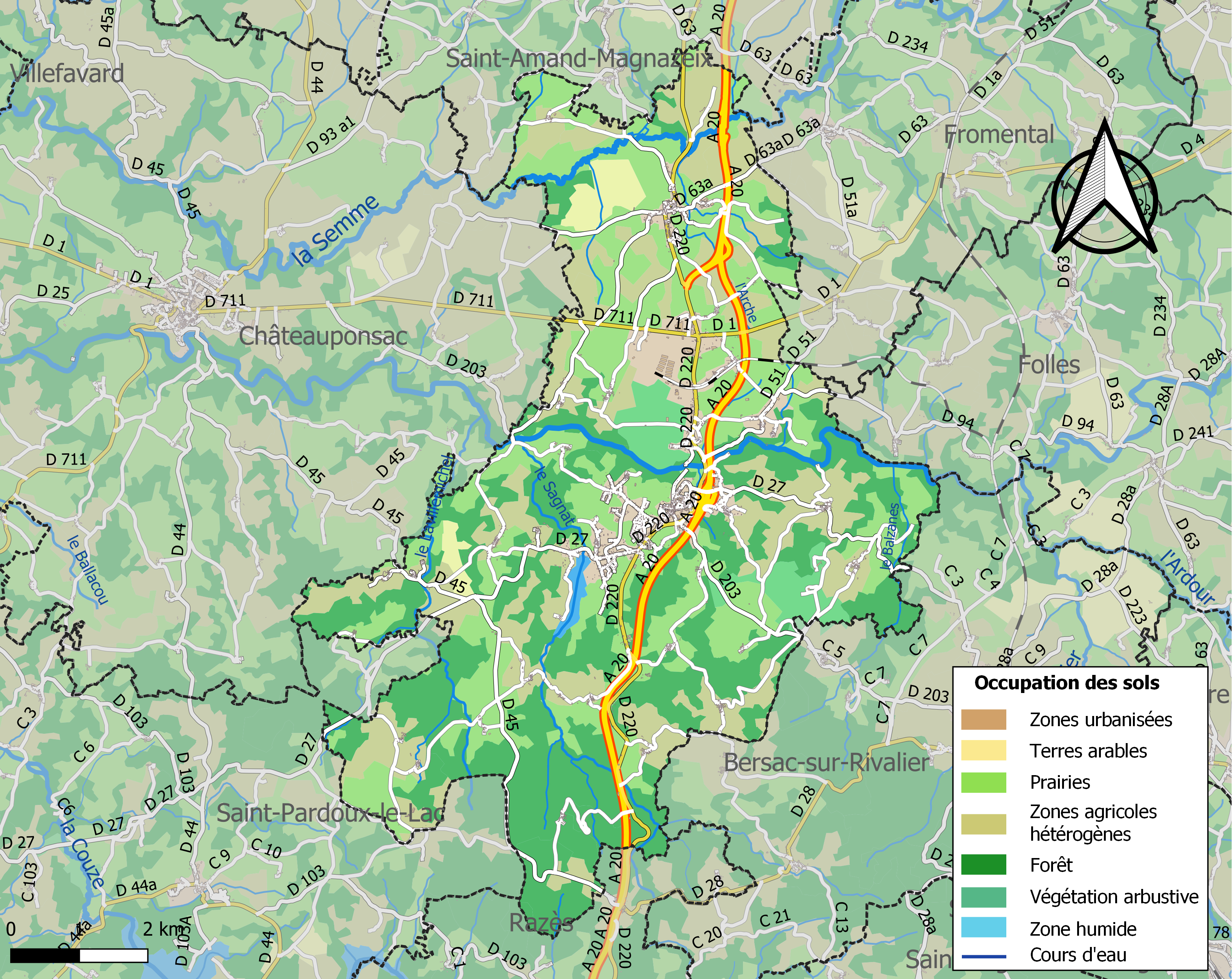
Carte des infrastructures et de l'occupation des sols de la commune en 2018 (CLC).

### Risques majeurs
Le territoire de la commune de Bessines-sur-Gartempe est vulnérable à différents aléas naturels : météorologiques (tempête, orage, neige, grand froid, canicule ou sécheresse) et séisme (sismicité faible). Il est également exposé à un risque particulier : le risque de radon. Un site publié par le BRGM permet d'évaluer simplement et rapidement les risques d'un bien localisé soit par son adresse soit par le numéro de sa parcelle.

#### Risques naturels

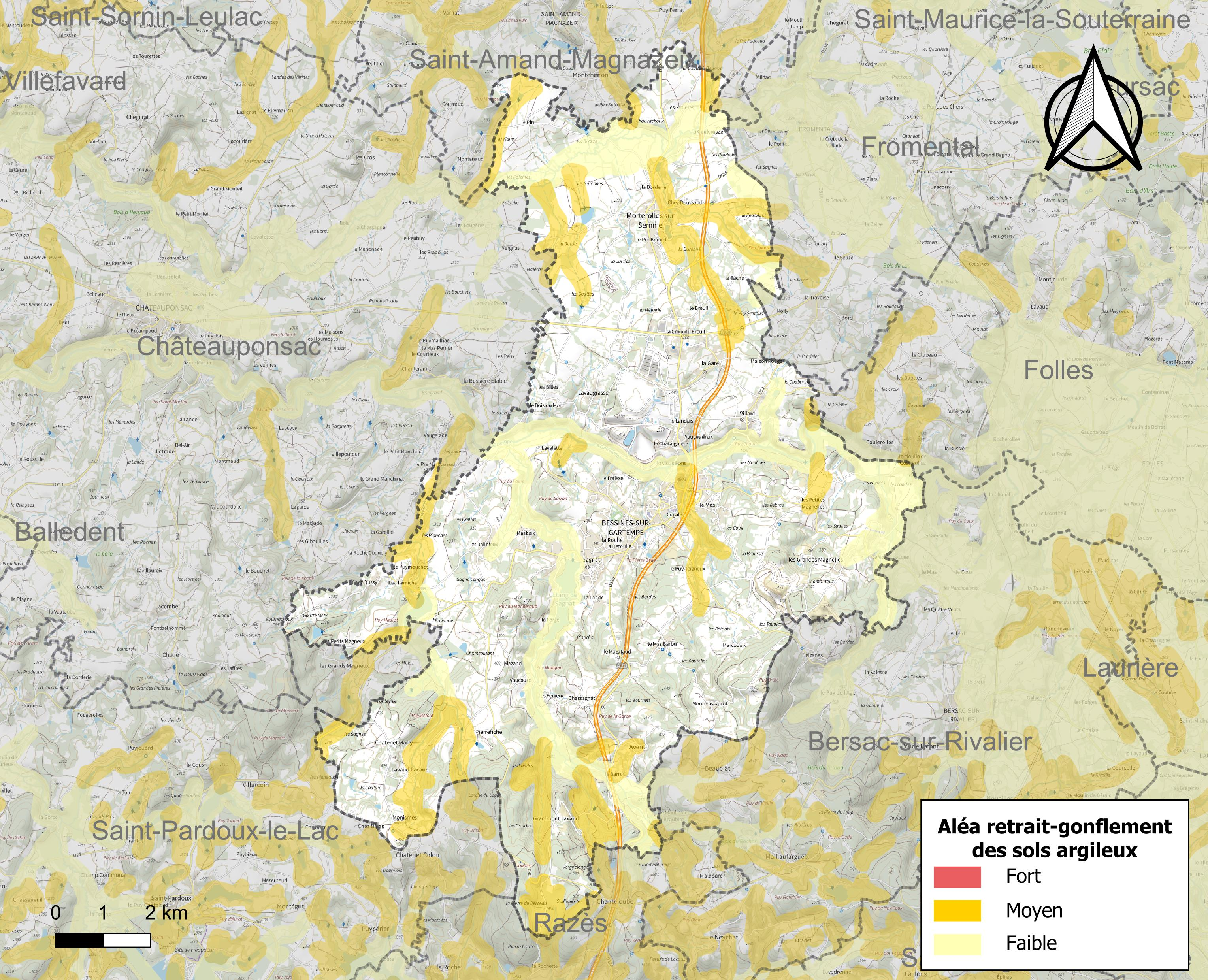
Carte des zones d'aléa retrait-gonflement des sols argileux de Bessines-sur-Gartempe.

Le retrait-gonflement des sols argileux est susceptible d'engendrer des dommages importants aux bâtiments en cas d’alternance de périodes de sécheresse et de pluie. 14,8 % de la superficie communale est en aléa moyen ou fort (27 % au niveau départemental et 48,5 % au niveau national métropolitain). Depuis le 1er octobre 2020, en application de la loi ÉLAN, différentes contraintes s'imposent aux vendeurs, maîtres d'ouvrages ou constructeurs de biens situés dans une zone classée en aléa moyen ou fort,.
La commune a été reconnue en état de catastrophe naturelle au titre des dommages causés par les inondations et coulées de boue survenues en 1982 et 1999 et par des mouvements de terrain en 1999.

#### Risque particulier
Dans plusieurs parties du territoire national, le radon, accumulé dans certains logements ou autres locaux, peut constituer une source significative d’exposition de la population aux rayonnements ionisants. Selon la classification de 2018, la commune de Bessines-sur-Gartempe est classée en zone 3, à savoir zone à potentiel radon significatif.

## Toponymie
Le nom « Bessines » veut dire voisinage ou voisins. Ce nom a été donné probablement par les Francs à une époque où Bessines, en rive gauche de la Gartempe, se trouvait sur la frontière qu'était la rivière (d'où son nom) au VIe siècle à l'époque de Clovis. Cette frontière séparait le royaumes francs et celui des Wisigoths avec création d'une marche (zone frontalière). Cette frontière a persisté avec les comtes de la Marche (« marka » en germain) (environ du IXe au Xe siècle) où il a pu également trouver son origine.
En marchois, dialecte du Croissant, son nom est Becines ([bɛsiˈne]).

## Histoire
- Bessines était une cure de l'ancien archiprêtre de Rancon qui avait pour patron saint Léger. À la fin du XVIIIe siècle, elle avait 1 500 communiants (environ 2 000 habitants). L'église est un monument de l'époque romane refait en grande partie au XVe siècle. La chapelle septentrionale était celle des seigneurs de Monisme. À la croix du Breuil, on trouve un manoir situé route de Paris. Le roi Henri IV y vint chasser et coucher le 28 octobre 1605. Il y fut reçu par la noblesse et la bourgeoisie des environs. Un tableau a conservé le souvenir de son passage en ce lieu. En direction de Châteauponsac, on trouve un vieux pont jeté sur la Gartempe, le pont des Bonshommes, ainsi nommé parce qu'il aurait été construit par les moines de Grandmont. Le château de Monisme a été édifié au milieu du XVe siècle par la famille de Razès dont le représentant le plus fameux, Edme Léonard fut tué à la bataille d'Utrecht.
- Morterolles : Louis XIII traversa Morterolles en 1632 et le pape Pie VII y passa une nuit en juin 1814 en route vers Rome après sa captivité. On voyait à Morterolles, au XVIIe siècle, un château « consistant en une maison-forte quarrée, flanquée de trois tours, entournée de fossés remplis d'eau, à fond de cuve, et d'une palissade tout autour dudit chasteau, ung pont dormant, et ung pont levys à l'entrée d'icelluy, garny de ses chaisnes, fermant avec une porte de bois etc... »[21]. Le village comptait 500 communiants à la fin du XVIIIe siècle, soit environ 690 habitants.

### Les Hospitaliers
Morterolles était une cure de l'ordre de Saint-Jean de Jérusalem. L'église, construction romane du XIIe siècle, sous le vocable de Sainte-Anne, était initialement la chapelle de la commanderie. C'est dans cette commanderie du grand prieuré d'Auvergne que fut logé, en 1484, Zizim, frère du sultan ottoman, pendant qu'on construisait pour le loger à Bourganeuf la grosse tour qui porte son nom,.
Bessines et Morterolles ne forment plus qu'une seule commune depuis décembre 1972 : Bessines-sur-Gartempe.

## Politique et administration

### Liste des maires
| Période                                  | Période   | Identité                     | Étiquette    | Qualité |
| ---------------------------------------- | --------- | ---------------------------- | ------------ | --- |
| Les données manquantes sont à compléter. |           |                              |              | |
| 1893                                     | 1912      | Hippolyte Pierre Dony        | Rad.         | Négociant Conseiller général de Bessines-sur-Gartempe (1910 → 1913)                                                                                     |
| 1912                                     | 1941      | Jean-Baptiste Betout         | Rad.         | Négociant Conseiller général de Bessines-sur-Gartempe (1913 → 1937)                                                                                     |
| Les données manquantes sont à compléter. |           |                              |              | |
| mai 1945                                 | mars 1971 | Pierre Duditlieu (1884-1977) | SFIO         | Comptable, négociant Conseiller général de Bessines-sur-Gartempe (1951 → 1970)                                                                          |
| mars 1971                                | mars 1977 | Paul Petit                   | UDR puis RPR | Agriculteur Maire de Morterolles-sur-Semme (1965 → 1971)                                                                                                |
| mars 1977                                | mars 2008 | Bernard Brouille             | PS           | Garagiste Conseiller général de Bessines-sur-Gartempe (1976 → 2015) Conseiller régional du Limousin [Quand ?]                                           |
| mars 2008                                | En cours  | Andréa Brouille              | PS           | Conseillère régionale du Limousin (2010 → 2015) Conseillère régionale de Nouvelle-Aquitaine (2015 → ) 1re vice-présidente du conseil régional (2021 → ) |

### Politique environnementale
Dans son palmarès 2024, le Conseil national de villes et villages fleuris de France a attribué une fleur à la commune.

## Démographie
L'évolution du nombre d'habitants est connue à travers les recensements de la population effectués dans la commune depuis 1793. Pour les communes de moins de 10 000 habitants, une enquête de recensement portant sur toute la population est réalisée tous les cinq ans, les populations de référence des années intermédiaires étant quant à elles estimées par interpolation ou extrapolation. Pour la commune, le premier recensement exhaustif entrant dans le cadre du nouveau dispositif a été réalisé en 2005.

En 2022, la commune comptait 2 739 habitants, en évolution de −3,32 % par rapport à 2016 (Haute-Vienne : −0,68 %, France hors Mayotte : +2,11 %).
| 1793  | 1800  | 1806  | 1821  | 1831  | 1836  | 1841  | 1846  | 1851  |
| ----- | ----- | ----- | ----- | ----- | ----- | ----- | ----- | ----- |
| 2 513 | 2 509 | 2 317 | 2 664 | 2 699 | 2 713 | 2 640 | 2 630 | 2 656 |

| 1856  | 1861  | 1866  | 1872  | 1876  | 1881  | 1886  | 1891  | 1896  |
| ----- | ----- | ----- | ----- | ----- | ----- | ----- | ----- | ----- |
| 2 630 | 2 590 | 2 701 | 2 636 | 2 661 | 2 658 | 2 728 | 2 783 | 2 756 |

| 1901  | 1906  | 1911  | 1921  | 1926  | 1931  | 1936  | 1946  | 1954  |
| ----- | ----- | ----- | ----- | ----- | ----- | ----- | ----- | ----- |
| 2 690 | 2 688 | 2 595 | 2 531 | 2 527 | 2 579 | 2 635 | 2 158 | 2 026 |

| 1962  | 1968  | 1975  | 1982  | 1990  | 1999  | 2005  | 2006  | 2010  |
| ----- | ----- | ----- | ----- | ----- | ----- | ----- | ----- | ----- |
| 3 025 | 2 990 | 2 982 | 3 011 | 2 988 | 2 743 | 2 885 | 2 900 | 2 818 |

| 2015  | 2020  | 2022  | - | - | - | - | - | - |
| ----- | ----- | ----- | - | - | - | - | - | - |
| 2 830 | 2 787 | 2 739 | - | - | - | - | - | - |

## Économie
La commune comporte plusieurs anciennes mines d'uranium, exploitées entre 1948 et 1995 (mine de Bellezane : 1975-1992 ; mine de Chanteloube : 1964-1979 ; mine de Montmassacrot : 1976-1981 ; mine des Petites Magnelles : 1991-1992 ; mine Point Cent Dix-Sept : 1969-1994 ; mine de Puy Teigneux : 1990-1991 ; mine de Bessines : 1955-1972 ; mine de Traverse : 1990-1991 ; mine de Villard : 1954-1973). Elles sont désormais fermés et placées sous surveillance. Bessines est devenu un lieu d’entreposage sous hangars d'oxyde d'uranium appauvri pour Areva NC, site qui est sous le régime des Installations classées pour la protection de l'environnement (ICPE).
En 2001, la Cogéma a construit cinq bâtiments, pour entreposer 32 000 t d’U3O8 au total [DiehlWeb01]. Fin 2007, 104 600 t d’U3O8 étaient entreposés à Bessines [AndraInv 07]. Une polémique a eu lieu en 2010 sur « l'incapacité d'Areva à gérer ses installations existantes », insistant également sur « l'illégalité » dans laquelle se trouve « régulièrement » le groupe, comme dans le cas des hangars de stockage d'uranium appauvri de Bessines.
Depuis 2013, un musée de la mine d'uranium, Urêka, est ouvert près du site d'entreposage de la Croix du Breuil.
En 2018, l'ensemble des installations de Bessines accueillent  142 salariés, dont une partie travaillent pour le laboratoire de recherche médicale Maurice Tubiana (Areva Med). Orano a par ailleurs ouvert en 2021 un Centre d'innovation en métallurgie extractive, destiné à étudier des solutions de recyclage et de valorisation des métaux, notamment les batteries lithium-ion et le combustible mixte « Mox-2 ». La construction d'un nouveau centre de stockage de boues radioactives est aussi envisagée.

### Grandes entreprises
La commune abrite le siège social de deux grandes entreprises  (hors distribution).

## Culture locale et patrimoine

### Lieux et monuments
- L'église Saint-Léger[38] (XIIIe et XVe siècles). La façade et les toitures de l'église sont inscrites au titre des monuments historiques le 4 juillet 1973[39].
- L'église et la commanderie Sainte-Anne de Morterolles-sur-Semme.
- Les ruines du château de Monismes[40] (XIIIe et XVe siècles).
- Le pont des Bonshommes[41] (XIIIe siècle).
- La croix de Morterolles[42] (XVIIIe siècle).
- Lieu-dit Le Moulin sur la Semme, ancien moulin banal de la commanderie et seigneurie de Morterolles[43].
- Souterrain-refuge du Bois-du-Mont. Sa phase d'occupation la plus ancienne a été estimée par thermoluminescence vers 900[44].
- La Pierre Belle[45],[46]. Vasque monumentale en granit.

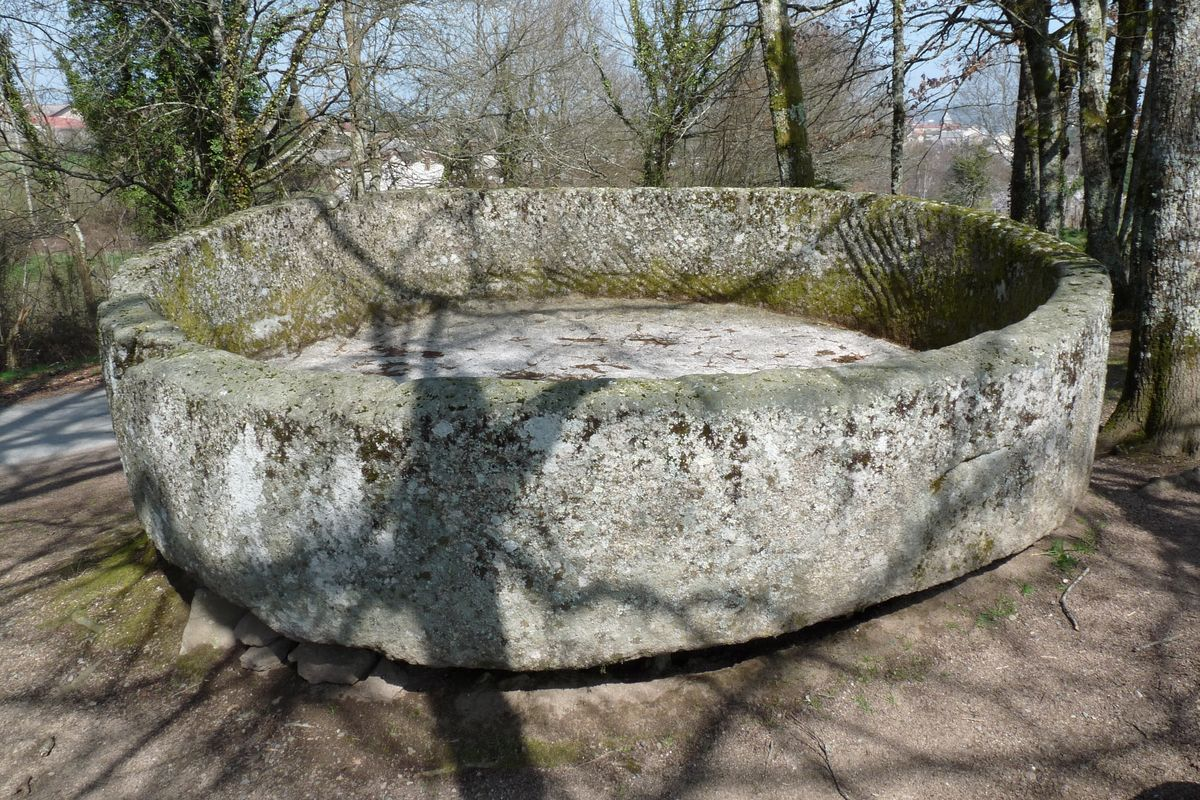
La Pierre Belle.
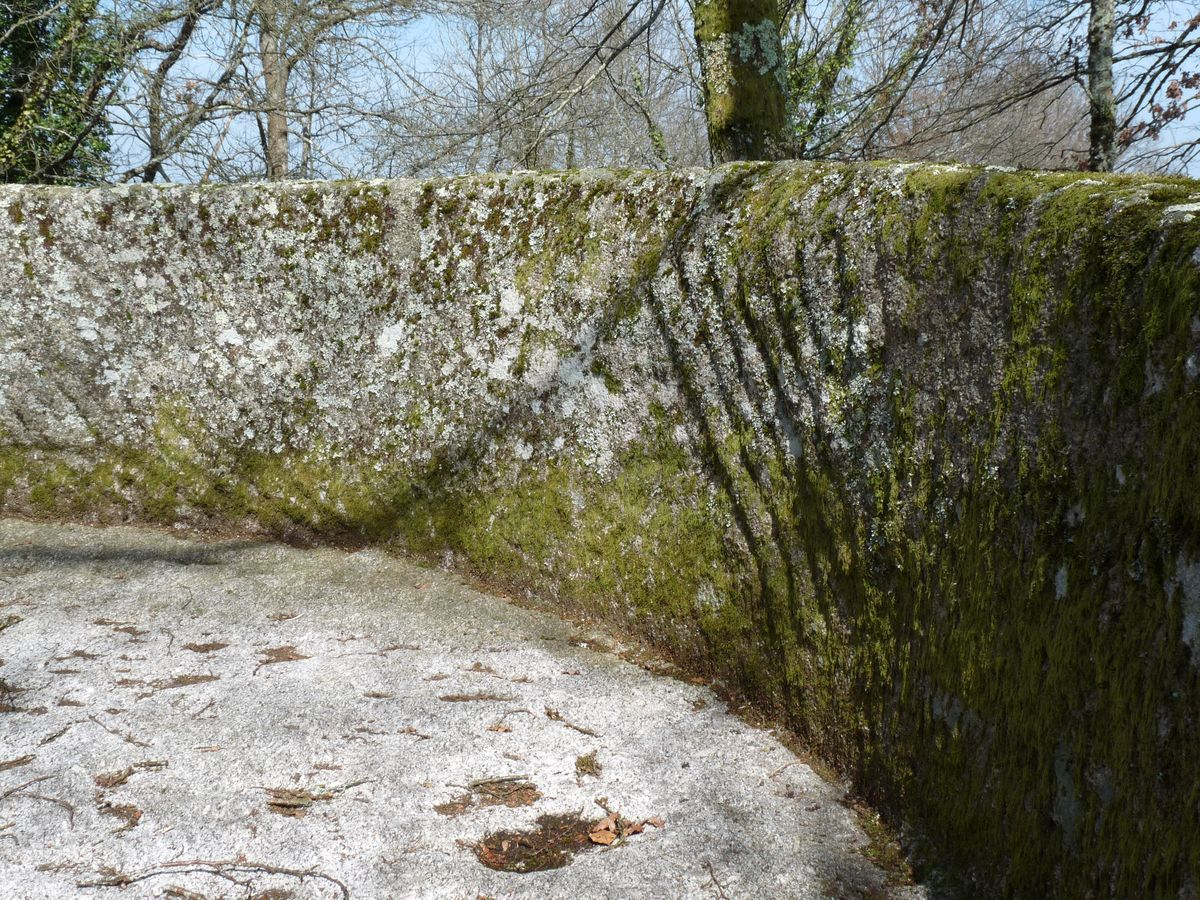
Détail de la Pierre Belle.

### Personnalités liées à la commune
- Guy de Blanchefort, grand-maître de l'ordre de Saint-Jean de Jérusalem (1512), auparavant commandeur de Morterolles (1482)[47].
- François Lafleur-Laclaudure, homme politique français né le 17 décembre 1800 à Bessines et mort le 31 décembre 1877 à Bellac.
- Jean-Baptiste Ripart (1815-1878), médecin, botaniste, mycologue et lichénologue français.
- Suzanne Valadon (1865-1938), peintre native de Bessines, mère du peintre Maurice Utrillo.
- Jean-André Périchon-Bey (1860-1929), ingénieur et collectionneur d’antiquités égyptiennes [48].
- Georges Tessier (1894-1966), homme politique français.
- Pascal Sevran (1945-2008), animateur de télévision, vivait à Bessines-sur-Gartempe.
- Marcel Sigrist,  né à  Bessines-sur-Gartempe le 19 août 1940 religieux français de l'ordre des Prêcheurs, exégète biblique et assyriologue et mort le 3 mai 2024 à Strasbourg.

### Héraldique
| Blason de Bessines-sur-Gartempe | Blason  | De sinople au sphinx ailé d'or assis et contourné. |
| Blason de Bessines-sur-Gartempe | Détails | Le statut officiel du blason reste à déterminer.   |

### Galerie

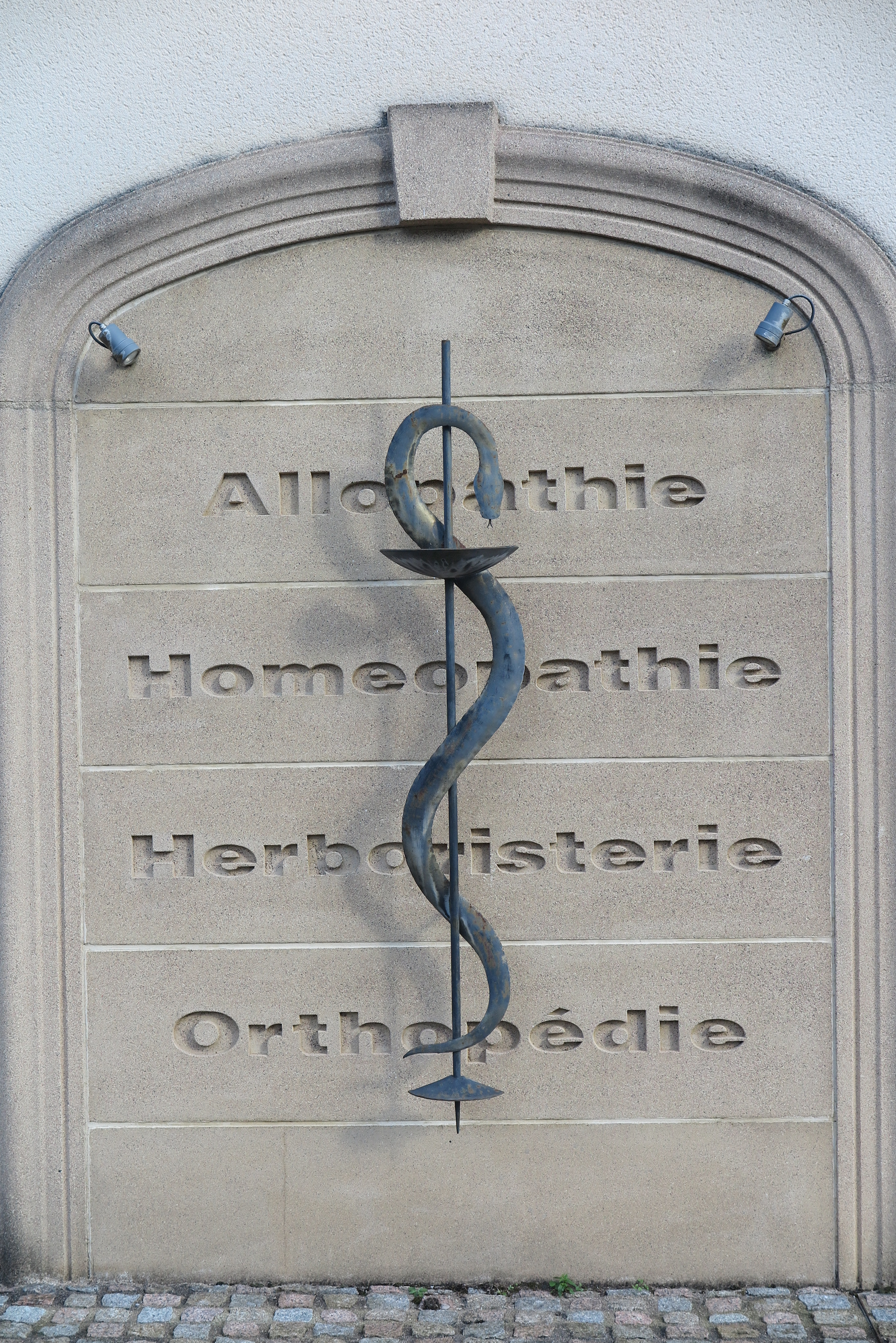
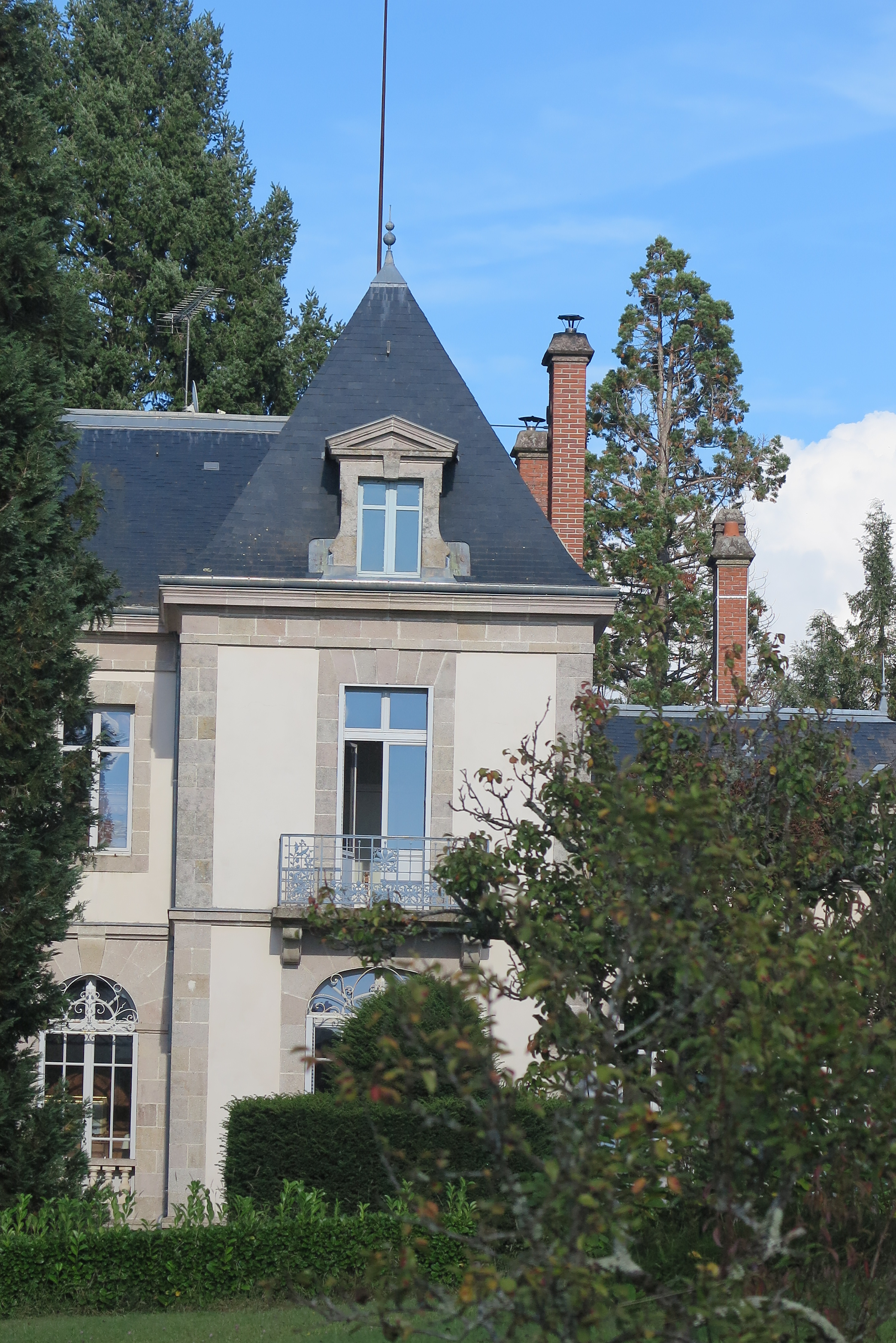
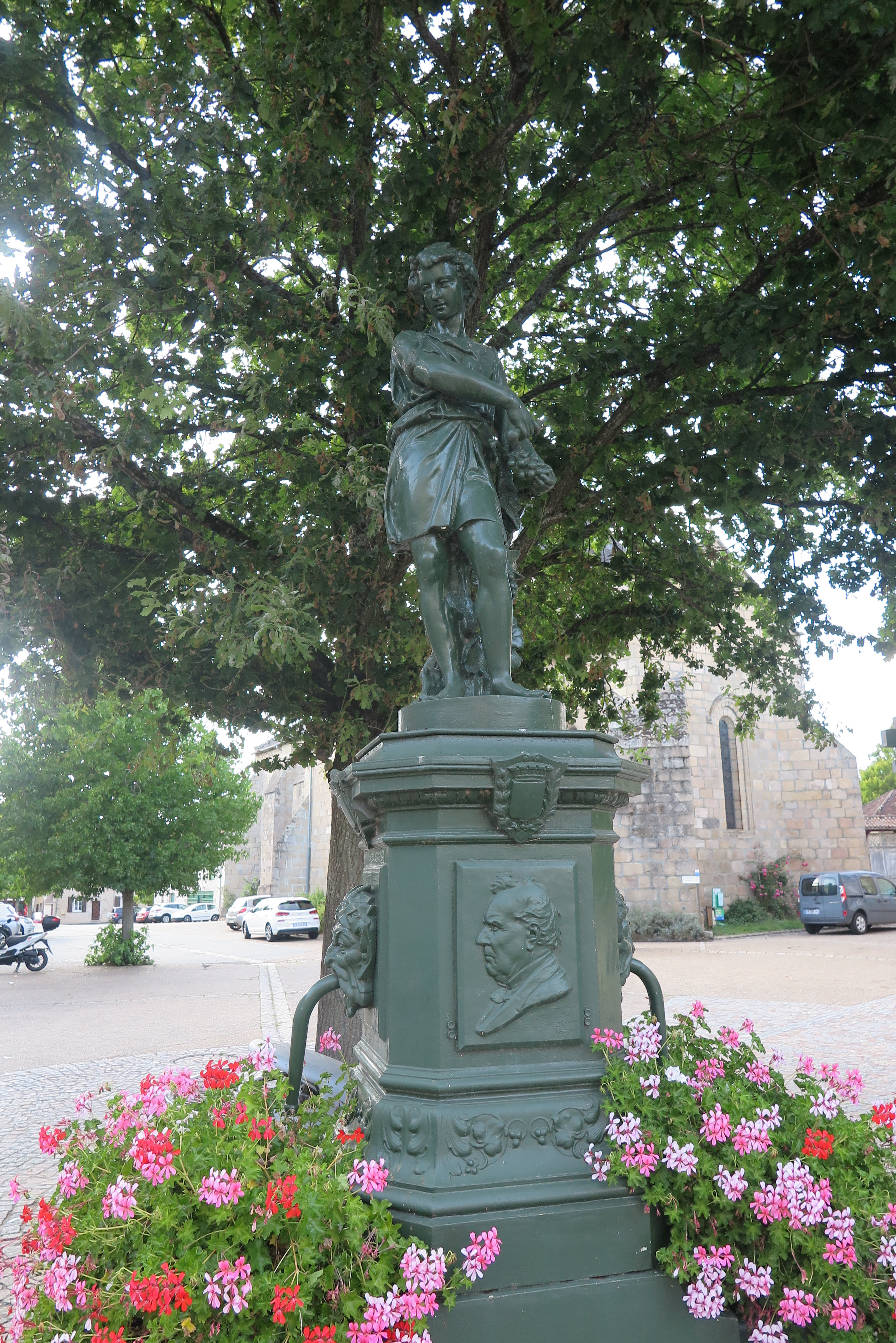
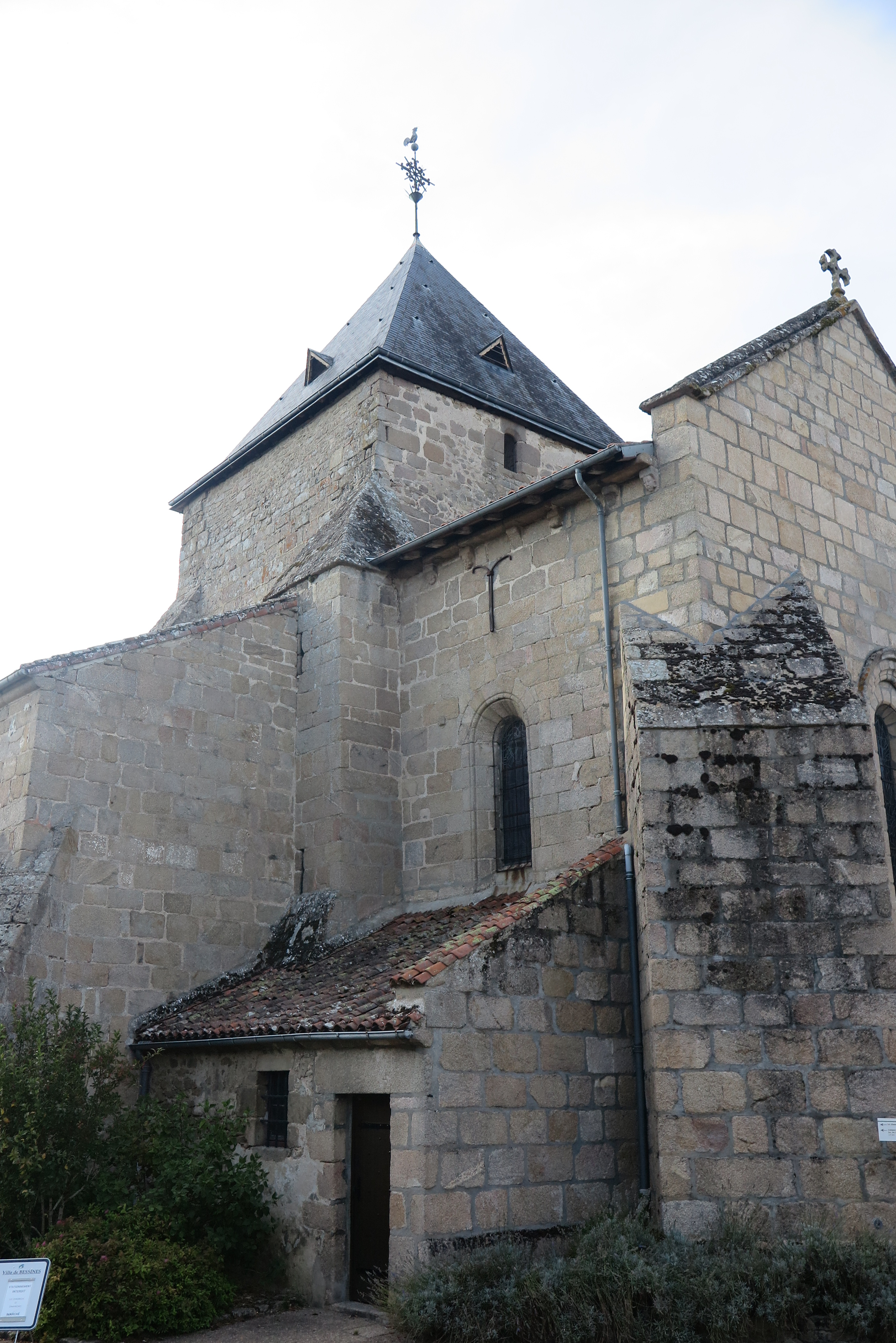